# ابن السكيت
ابْنُ السِّكِّيتِ (186هـ - 244هـ، 802 - 858م). إمام من أئمة اللغة العربية وعالم نحوي وأديب شهير، اشتهر بتشيُّعه. يكنى بـأبي يوسف يعقوب بن إسحاق بن السكيت الدورقي الأهوازي البغدادي النحوي المؤدب، مؤلف كتاب "إصلاح المنطق"، ديَِّن خَيِّر، حجة في العربية. أخذ عن: أبي عمرو الشيباني، وطائفة.
ومن أشهر مواقفه كان حينما سأله المتوكل العباسي: «من أحب إليك ابناي هذان (المعتز والمؤيد)، أم الحسن والحسين؟» فأجاب: «إنّ قنبر خادم علي خير منك ومن ابنيك» مما أدى بذلك إلى قتله.

## سيرته

### الولادة
ابن السِكّيت، ولد في دورق، بلدة من كور الأهواز في خوزستان، وانتقل مع أسرته إلى بغداد، ويرى آخرون بشيء من الشك أنه ولد ببغداد.
قيل إنّه ولد في سنة 186 هـ.

### أبوه
كان أبوه عالما بالنحو واللغة والشعر أيضا، ويعدّ من أصحاب الكسائي. وكان توّاقا إلى تعلم ولده. وربما كان ذلك بعد هجرته إلى بغداد.

### أساتذته
درس ابن السكيت على يد أساتذة منهم أبي عمرو الشيباني والفراء وابن الأعرابي والأثرم ونصران الخراساني وهم من مشاهير العلم والأدب آنذاك. وأمضى فترة مع البدو لتعليم اللغة العربية الفصيحة و«الأصلية»، كما كان سائدا آنذاك.

### في بغداد
وعندما عاد إلى بغداد أخذ يختلف إلى العلماء، كما تولى مع أبيه تأديب صبيان العامة في درب القنطرة ببغداد، ثم انبرى لتعليم أولاد الوجهاء منهم أبناء المتوكل العباسي. ورغم اشتغاله بتدريس مختلف فروع الأدب كالنحو واللغة والشعر والرواية وعلوم القرآن، إلا أنّه لم ينصرف عن كسب العلم. ولم يلبث طويلا حتى التحق بركب علماء عصره كابن الأعرابي وأبي العباس ثعلب  وأضحى من أبرز أهل اللغة والمنطق.

### اللغة
و يرى ياقوت الحموي أنّه «لم يكن بعد ابن الأعرابي مثله بين اللغويين»، في حين يرى أبو الطيب اللغوي أن علم الكوفيين قد انتهى إليه، وأنّه أحسنُ تأليفا من ثعلب. أما ابن تغري بردي فقد نعته بالعلامة. ورغم الإطراء على علمه في اللغة، لكنّه اعتبر نفسه أعلم في النحو منه في اللغة. ولهذا يجب التريّث عند بعض التقارير التي أشارت إلى ضعفه، ومنها مناظرته أبا عثمان المازني بحضرة عبد الملك بن الزيات أو على قول بحضرة المتوكل ـ وتعرضه للتقريع بسبب إفحام المازني له، فمن الممكن أن تكون مختلقة وناجمة عن الصراعات المحتدمة آنذاك بين المدراس النحوية والطوائف الدينية.

### فضله على الشعر
وفضلا عن نشاطاته الواسعة في النحو واللغة، فإنّه لعب دورا مهما في حركة جمع الشعر العربي وتدوينه، والتي بدأت قوية في النصف الثاني من القرن الثاني الهجري، واستمر نشاطه في البصرة والكوفة وبغداد حتى أواخر القرن الثالث الهجري. وكان تلميذا للأصمعي وأبي عبيدة معمر بن المثنى ـ اللذين كانا من روّأد هذه النهضة ـ وكان يروي عنهما، فبادر بعدهما إلى جمع الدواوين والآثار المبعثرة لكثير من الشعراء القدامى، لا سيما امرؤ القيس وزهير بن أبي سلمى والنابغة الذبياني والأعشى وعنترة بن شدّاد وطرفة بن العبد وعمرو بن كلثوم وعدد كبير من شعراء العهد الأموي، والتي تعدّ من الذخائر النفيسة في الأدب العربي، وانتشلها من بحر النسيان والضياع. وفضلا عن جمعه لتلك الآثار، فقد اهتم أيضا بشرح وتفسير بعضها. وقلّما نجد ديوانا لم يروه (شفهيا أو تحريريا) أو يشرحه ويفسره. ويمكن القول وفقا لبعض الآراء إنّ له الحظ الوافر في هذا المضمار قياسا بأقرانه. وكان ينشد الشعر أيضا، وهو ما أثنى عليه الذهبي، وتضم آثار أبي حيان التوحيدي، والخطيب البغدادي، والشمشاطي، وابن خلكان، وابن شاكر،  وأبي حيان الغرناطي عشرين بيتا له.

### الحديث
كان ملتزما بالسنة النبوية والعقائد الدينية، لذلك ـ فضلا عن قيامه بجمع الشعر وتدوينه ـ انكب أيضا على نقل الروايات الدينية. ووصفه الذهبي بأنّه ديّن خيّر، وأشارت بعض المصادر أيضا إلى أنّه ضحّى بنفسه حبا لأهل البيت. وعدّه النجاشي من المتقدمين عند الإمامين محمد التقي وعلي النقي وكانا يختصانه، وأشار إلى روايته عن الإمام محمد التقي. وهناك روايات تتحدث عن لقائه بالإمام علي بن موسى الرضا. وكان راوية ثقة يعتمد عليه علماء الرجال.

### من تعلم منه
قرأ عليه كثيرون أشهرهم أبو البشر البندنيجي، والحراني الذي قال إنه كتب عن ابن السكيت منذ سنة 225 هـ إلى أن قتل،  وأبو سعيد السكري، وأبو عكرمة الضبي، وأبو حنيفة الدينوري. كما روى عنه جم غفير كأبي العباس ثعلب النحوي الشهير، وأحمد بن فرج المقريء، ومحمد بن عجلان الأخباري، وميمون بن هارون الكاتب.

### في سامراء
عندما قدم سامراء حظي باهتمام عبد الله بن يحيى بن خاقان الذي سرعان ما أطلع المتوكل على مكانته العلمية، فضمّ إليه ولديه المؤيد والمعتز لتعليمها (الخطيب، ن.ص). رغم تحذير بعضهم له من الدخول إلى بلاط المتوكل، وما ينسبه آخرون إليه من تعصب شيعي شديد، إلا أنّه أمضى فترة من حياته في ذلك البلاط، وذكر الذهبي أنّه كان يتقاضى ألفي درهم شهريا، فضلا عن الهدايا الثمينة التي كانت تمنح له بين فترة وأخرى، حتى إن المتوكل أمر له يوما بخمسين ألف درهم. وأخذ يزداد قربا من الخليفة حتى أصبح من ندمائه.

### مقتله
أجمعت أكثر المصادر على أنّه قتل بسبب ما أعلنه من ولاء لآل علي أمام المتوكل حينما سأله: «من أحب إليك ابناي هذان (المعتز والمؤيد)، أم الحسن والحسين»، ورغم عمله بالتقية ، إلا أّنه فقد الإختيار فأجاب: «إن قنبر خادم علي خير منك ومن ابنيك»، فغضب المتوكل وأمر في الحال بسل لسانه من قفا. ولكن بعض المصادر  تعزي قتله إلى عصيان الخليفة الذي أرغمه على شتم رجل من قريش.
و لا يستبعد أن تكون رواية قتله امتزجت بشيء من الأسطورة، والسبب الحقيقي لا يعدو أن يكون الصراعات الدينية ـ السياسية السائدة آنذاك وبشكل خاص الحرب التي أعلنها المتوكل ضد الشيعة. ومن المحتمل أن تكون حادثة قتله قضية أعدّ لها من قبل، لا سيما وقد قيل أنّ المتوكل وجّه من الغد إلى ابنه عشرة آلاف درهم ديته. وما أشير إليه أيضا من وجود جماعة تؤلّب المتوكل عليه. وهناك اختلاف في تاريخ وفاته بين 243 و244 و246 هـ.
وكان مقتله في الخامس من شهر رجب سنة 244 للهجرة.

## مؤلفاته

### مصنفاته المطبوعة
- إصلاح المنطق،[57] كتاب في اللغة ومن أشهر آثاره، وقد أثار من بعده اهتمام علماء اللغة وإطراءهم لفترة طويلة، وكان مرجعا لهم.[58]

ضبط المؤلف في هذا الكتاب كثيرا من الكلمات العربية، وتناولها من حيث الصرف والفصاحة وعدم الفصاحة والندرة والشذوذ وغيرها. ويعدّ هذا الأثر من أكثر كتب اللغة اعتبارا، ويؤيد ذلك الشروح والتلخيصات الكثيرة التي كتبت عليه، تناول سزكين شروحه وتلخيصاته والردود عليه بإسهاب طبع لأول مرة بالقاهرة (1368 هـ/ 1949 م) بتحقيق عبد السلام محمد هارون وأحمد محمد شاكر، ثم أعيد طبعه فيها أيضا عام 1956 م.
- الأضداد، ويتناول شرح معاني الكلمات المتضادة، طبع ببيروت في 1912م مع أثرين آخرين للأصمعي والسجستاني بعنوان ثلاثة كتب في الأضداد بتحقيق أوغست هفنر، وأعيد طبعه فيها عام 1980 م.
- الألفاظ، كتاب في الكلمات المتشابهة في 148 فصلا، وهو مبوّب موضوعيا كالغنى والخصب، الفقر والجدب، والجماعة، والكتائب وغيرها.

وأورد ابن قتيبة في كتاب أدب الكاتب أغلب فصوله دون الإشارة إلى الأثر واسم ابن السكيت. طبع ببيروت باسم تهذيب الألفاظ مع إضافات من نسخ مختلفة (1896ـ1898م). وللكتاب اسم آخر هو كنز الحفاظ، ويبدو أنه غير الكتاب الذي أورده الأزهري  وبنفس الاسم وقال إنه يتألف من 30 مجلدا. وطبع شيخو مختصر تهذيب الألفاظ مع تعليقات ببيروت في 1897 م.
- القلب والإبدال، طبع ببيروت في 1903م، عني بنشره أوغست هفنر، ثم طبع في لايبزيك عام 1905م ضمن مجموعة الكنز اللغوي في اللسن العربي، وفي القاهرة عام 1978 م باسم الإبدال بتحقيق محمد شرف.[60]
- شرح ديوان حطيئة، نشر لأول مرة بالقاهرة عام 1958م، وأعيد طبعه عام 1987م بتحقيق نعمان محمد أمين طه.[61]
- شرح ديوان الخنساء، طبع ببيروت عام 1986م بتحقيق لويس شيخو.
- ديوان طرفة بن العبد برواية ابن السكيت، طبع بقازان عام 1909م، تحقيق أحمد بن الأمين الشنقيطي.
- شرح ديوان عروة بن الورد، طبع لأول مرة بالقاهرة في 1923م ضمن مجموعة مشتملة على 5 دواوين، وأعيد طبعه بدمشق بتحقيق عبد المعمين الملوحي.[62]
- شرح ديوان قيس بن الخطيم، طبع في لاينزيك (1914م) تحقيق كوفالسكي.
- شرح ديوان المزرد، طبع ونشر في بغداد (1962م) بتحقيق خليل إبراهيم عطية.
- شرح ديوان النابغة الذبياني، طبع لأول مرة في بيروت (1968م) بتحقيق شكري فيصل، ثم في تونس (1976م) بتحقيق محمد طاهر بن عاشور.[63]

كما طبع جزء من كتاب المثنى والمكنى باسم كتاب الحروف التي يتكلم بها في غير موضعها بتحقيق عبد التواب بالقاهرة عام 1969م.

### مصنفاته المخطوطة
1. البحث، توجد 4 نسخه منه في دار الكتب بالقاهرة[64]
2. المقصور والممدود،[65] توجد نسخة منه بمكتبة عارف حكمت بالمدينة بكتابة أبي يوسف، ولم تتضح صحة انتسابه لابن السكيت[66]
3. منطق الطير ومنطق الرياحين، توجد نسخة منه بمكتبة الروضة الرضوية.[67]

### بعض ما نسب إليه من الكتب
- الإبل؛
- الأجناس الكبير[68]
- كتاب الأرضين والجبال والأودية
- الأصوات[69]
- الأمثال[68]
- الأنساب[70]
- الأنواع[71]
- الأيام والليالي
- البيان[72]
- التصغير[73]
- التوسعة في كلام العرب[74]
- خلق الإنسان[75]
- الدعاء[76]

## بعض ما قيل عنه
روى أبو عمر عن ثعلب، قال: «ما عرفنا لابن السكيت خربة قط» .
وقيل: إنه أدب مع أبيه الصبيان . وروى عن الأصمعي، وأبي عبيدة، والفراء، وكتبه صحيحة نافعة .
قال ثعلب: «لم يكن له نفاذ في النحو، وكان يتشيع» . وقال أحمد بن عبيد: «شاورني يعقوب في منادمة المتوكل، فنهيته، فحمل قولي على الحسد، ولم ينته» .
وقيل: كان إليه المنتهى في اللغة، وأما التصريف فقد سأله المازني عن وزن «نكتل», فقال: «نفعل», فرده . فقال: «نفتعل», فقال: أتكون أربعة أحرف وزنها خمسة أحرف ؟ فوقف يعقوب . فبين المازني أيين وزنه «نفتل». فقال الوزير ابن الزيات: تأخذ كل شهر ألفين ولا تدري ما وزن «نكتل» ؟ فلما خرجا قال ابن السكيت للمازني: هل تدري ما صنعت بي ؟ فاعتذر .
ولابن السكيت شعر جيد .
قال ابن السكيت: «كتب رجل إلى صديق له : قد عَرَضْتُ حاجة إليك، فإن نجحتْ فالفاني منها حظي، والباقي حظك . وإن تعذرت فالخير مظنون بك، والعذر مقدم لك، والسلام» .
قال ثعلب: «أجمعوا أنه لم يكن أحد بعد ابن الأعرابي أعلم باللغة من ابن السكيت . وكان المتوكل قد ألزمه تأديب ولده المعتز , فلما حضر، قال له ابن السكيت : بم تحب أن تبدأ ؟ قال : بالانصراف» .
قال: فأقوم . قال المعتز: فأنا أخف منك، وبادر، فعثر، فسقط وخجل، فقال يعقوب:
قيل: كتاب «إصلاح المنطق» كتاب بلا خُطبة، وكتاب «أدب الكاتب» خُطبة بلا كتاب .
قال أبو سهل بن زياد:«سمعت ثعلبا يقول : عدي بن زيد العبادي أمير المؤمنين في اللغة . وكان يقول : قريبا من ذلك في ابن السكيت . قلت : " إصلاح المنطق " كتاب نفيس مشكور في اللغة» .

## بيبلوغرافيا

### بالعربية
- ابن الأنباري، عبد الرحمن، نزهة الألباء في طبقات الأدباء، تحقيق: إبراهيم السامرائي، بغداد، 1959 م.
- ابن بابويه، محمد، عيون أخبار الرضا (ع)، تحقيق: مهدي الحسيني اللاجوردي، قم، المطبعة العلمية، د.ت.
- ابن تغري بردي، النجوم، ابن الجوزي، عبد الرحمن، نزهة الأعين النواظر، تحقيق: مهر النساء، حيدر آباد الدكن، 1394 هـ/ 1974 م.
- ابن خلكان، أحمد بن محمد، وفيات الأعيان وأنباء أبناء الزمان، د.ت.
- ابن خير، محمد، فهرسة، تحقيق: ف.قدراة، بغداد، 1893 م.
- ابن الزبير، رشيد، الذخائر والتحف، تحقيق: محمد حميد الله، الكويت، 1959 م.
- ابن سيدة، علي، المحكم والمحيط الأعظم، تحقيق: مصطفى السقا وحسين نصار، القاهرة، 1377 هـ/ 1958 م.
- ابن شاكر الكتبي، محمد، فوات الوفيات، تحقيق: إحسان عباس، بيروت، 1973 م.
- ابن النديم، الفهرست، تحقيق: فوغل، هاله، 1872 م.
- أبو حيان التوحيدي، علي، الإمتاع والمؤانسة، تحقيق: أحمد أمين وأحمد الزين، القاهرة، 1939 م.
- أبو حيان، الغرناطي، محمد، تذكرة النحاة، تحقيق: عفيف عبد الرحمان، بيروت، 1406 هـ/ 1986 م.
- أبو الطيب اللغوي، عبد الواحد، مراتب النحويين، تحقيق: محمد أبو الفضل إبراهيم، القاهرة، 1375 هـ.
- الأزهري، محمد، تهذيب اللغة، تحقيق: عبد السلام محمد هارون، القاهرة، 1384 هـ/ 1964 م.
- البغدادي، عبد القادر، خزانة الأدب، بيروت، دار صادر، د.ت.
- بلاشير، ريجيس، تاريخ الأدب العربي، تجـ: إبراهيم الكيلاني، دمشق، 1404 هـ/ 1984 م.
- البهبهاني، محمد باقر، تعليقات على منهج المقال، تحقيق: محمد صادق الحسيني الخوانساري، قم، 1306 هـ.
- حاجي خليفة، مصطفى بن عبد الله، كشف الظنون عن أسامي الكتب والفنون، د.ن، د.ت.
- الخطيب البغدادي، أحمد، تاريخ بغداد، بيروت، دار الكتاب العربي، د.ت.
- الخوئي، أبو القاسم، معجم رجال الحديث، النجف، 1398 هـ/ 1978 م.
- الذهبي، محمد، سير أعلام النبلاء، تحقيق: شعيب الأرنؤوط وصالح السمر، بيروت، 1404 هـ/ 1984 م.
- الزبيدي، محمد، طبقات النحويين واللغويين، تحقيق: محمد أبو الفضل إبراهيم، القاهرة، 1973 م.
- زيدان، جرجي، تاريخ آداب اللغة العربية، تحقيق: شوقي ضيف، القاهرة، دار الهلال، د.ت.
- السيرافي، الحسن، أخبار النحويين والبصريين، تحقيق: قريتس كرنكو، بيروت، 1963 م.
- السيوطي، جلال الدين، بغية الوعاة في طبقات اللغويين والنحاة، تحقيق: محمد أبوالفضل إبراهيم، القاهرة، 1384 هـ/ 1965 م.
- الشمشاطي، علي، الأنوار ومحاسن الأشعار، تحقيق: محمد يوسف، الكويت، 1399هـ/ 1978 م.
- الصدر، حسن، تأسيس الشيعة، العراق، 1354 هـ.
- العلامة الحلي، الحسن، إيضاح الاشتباه، طبعة حجرية، 1319 هـ.
- فروخ، عمر، تاريخ الأدب العربي، بيروت، د.ن، 1401 هـ/ 1981 م.
- القفطي، علي بن يوسف، إنباه الرواة على أنباه النحاة، تحقيق: محمد أبو الفضل إبراهيم، القاهرة، 1369 هـ/ 1950 م.
- القمي، عباس، الكنى والألقاب، د.ن، طهران، 1397 هـ.
- المجلسي، محمد باقر، الوجيزة، طهران، 1311 هـ.
- المجلسي، محمد باقر، بحار الأنوار، بيروت، دار إحياء التراث، 1403 هـ/ 1983 م‌.
- النجاشي، أحمد، رجال النجاشي، تحقيق: علي المحلاتي الحائري، بومباي، 1317 هـ.
- اليافعي، عبد الله، مرآة الجنان، بيروت، 1390 هـ/ 1970 م.
- الحموي، ياقوت بن عبد الله، معجم الأدباء (إرشاد الأريب إلى معرفة الأديب)، د.ت.
- اليغموري، يوسف، نور القبس، قيسبادن، 1384 هـ/ 1964 م.

### بلغات أجنبية
- عبد القادر البغدادي، ‘Abd al-Qādir ibn ‘Umar (1927). Maiman، A. A. (المحرر). Index: Iqlīd al-Khizāna. Lahore: University of the Punjab.
- ياقوت الحموي، Yaqut (1861). دي مينار، C. Barbier de (المحرر). Dictionnaire géographique, historique et littéraire de la Perse et des contrées adjacentes extrait du Mo'djem elBouldan de Yaqout et complété a l'aide de documents arabes et persans pour la plupart inédits. Paris: al'Imprimerie Impériale. مؤرشف من الأصل في 2022-06-09.
- غوستاف ليبرشت فلوجل, Gustav (1862). Die grammatischen Schulen der Araber (بالألمانية). لايبزيغ: Brockhaus. Archived from the original on 2022-06-09.
- Iṣbahānī (al-)، Abū al-Faraj ‘Alī ibn al-Ḥusayn (1900). كتاب الأغاني, "Tables alphabétiques". Leiden: Brill.
- ابن خلكان، Aḥmad ibn Muḥammad (1843). Ibn Khallikān’s Biographical Dictionary (translation of Wafayāt al-A‘yān wa-Anbā" Ahnā’ al-Zamān). ترجمة: البارون دي سلان. London: W. H. Allen. ج. 1.
- Khallikān (Ibn)، Aḥmad ibn Muḥammad (1868). Ibn Khallikān’s Biographical Dictionary (translation of Wafayāt al-A‘yān wa-Anbā" Ahnā’ al-Zamān). ترجمة: البارون دي سلان. London: W. H. Allen. ج. 2.
- ابن خلكان، Aḥmad ibn Muḥammad (1871). Wafayāt al-A’yān wa-Anbā’ Abnā’ al-Zamān (The Obituaries of Eminent Men). ترجمة: البارون دي سلان، William. Paris: Oriental Translation Fund of Great Britain and Ireland. ج. IV. ص. 293–301. مؤرشف من الأصل في 2022-05-31.
- ابن النديم، Ishaq (1970). بيار ضودج، Bayard (المحرر). Fihrist of al-Nadīm, A Tenth-Century Survey of Muslim Culture. New York & London: Columbia University Press.
- ابن النديم، Abū al-Faraj Muḥammad ibn Isḥāq (1872). غوستاف ليبرشت فلوجل، Gustav (المحرر). Kitāb al-Fihrist. لايبزيغ: F.C.W. Vogel. ص. 649–50 (71–72). مؤرشف من الأصل في 2022-06-09.
- يحيى بن شرف النووي، Abū Zakarīyā’ Yaḥyā (1847) [1842]. فرديناند فستنفلد، F (المحرر). Kitāb Tahdhīb al-Asmā’ (The Biographical Dictionary of Illustrious Men). Göttingen: London Society for the Publication of Oriental Texts. مؤرشف من الأصل في 2022-06-15.
- ابن قتيبة (1949). Kitāb al-Ma‘ānī al-Kabīr fī Abyāt al-Ma‘ānī. Hyderabad: Dā’irat al-Ma‘ārif al-‘Uthmānīyah. ج. 2.
- ابن قتيبة, ʻAbd Allāh ibn Muslim (Ibn Qutaybah) (1904). دي خويه, M. J. de (ed.). Kitāb al-Shi‘r wa-al-Shu‘arā’ (Liber Poësie et Poëtarum) (باللاتينية). لايدن: دار بريل للنشر. Archived from the original on 2022-06-19.
- Ṭabārī (al-)، M. b. Jarīr (1890) [1879]. دي خويه (المحرر). Ta'rīkh al-Rusul wa-al-Mulūk (Annales). Leiden: Brill. ج. 14.
- ياقوت الحموي، Yāqūt Shīhab ibn ‘Abd Allāh (1927) [1907]. "Irshād al-Arīb alā Ma'rifat al-Adīb (Yaqut's Dictionary of Learned Men). (D. S. Margoliouth, Ed.)". E. J. W. Gibb Memorial Series. لايدن: دار بريل للنشر ع. VI: 300.